# Killer List of Videogames
The Killer List of Videogames (conhecido também abreviadamente como "KLOV") é um website devoto a catalogar jogos de arcade do passado e presente. Ele é o departamento de jogos eletrônicos do International Arcade Museum.